# 劉伸 (遼朝)
刘伸（？—1086年），字济时，宛平（今北京市）人，辽朝大臣。
刘伸年轻时聪明颖悟，长大後以辞翰知名。重熙五年（1036年），登进士第，历任彰武军节度使掌书记、大理正。奏狱时，辽兴宗当时与近臣说话，没有理他，刘伸进言：“臣闻自古帝王必重民命，愿陛下省臣之奏。“辽兴宗大为惊异，擢枢密都承旨，权中京副留守。刘伸谏阻迁徙富民以实春州、泰州二州。转任大理少卿，被判决的人们不以为冤。升为大理卿，改任西京副留守。为父丁忧，终制後，为三司副使，加谏议大夫，提点大理寺。以为刘伸明法平反冤狱全活之人很多，转任南京副留守。后来改人崇义军节度使，政务简静，不扰百姓，下诏褒扬。改任户部使，一年增加收入三十万缗，拜南院枢密副使。辽道宗对大臣说：“今之忠直，耶律玦、刘伸而已！”宰相杨绩祝贺皇帝得人。拜刘伸为参知政事。辽道宗说：“卿不要怕宰相。”当时北院枢密使耶律乙辛专权，刘伸奏到：“臣于乙辛尚不畏，何宰相之畏！”耶律乙辛讨厌他，出为保静军节度使。回朝加守太子太保，迁上京留守。耶律乙辛又让他镇雄武，最后以崇义军节度使致仕。当时燕、蓟百姓饥饿，刘伸与致政赵徽、韩造天天赈济糜粥，所活之人不可胜算。大安二年（1086年）卒，辽道宗震悼，赙赠加等。